# トマス・フラナガン
トマス・フラナガン（Thomas Flanagan, 1923年11月5日 - 2002年3月21日）は、アメリカ合衆国の英語文学研究者、なかでもアイルランド文学の専門家で、小説家。1923年、コネチカット州グリニッジに生まれ、1945年、アマースト大学を卒業した。コロンビア大学で1949年に文学修士号を、1958年に博士号を取得した。そして、カリフォルニア大学バークレー校の終身在職教員として、引退するまで勤めた。2002年、カリフォルニア州バークレーで亡くなった。
フラナガンは、小説家としても、1979年に全米批評家協会賞を受賞するなど成功をおさめた。主に、歴史小説や推理小説を書いている。以下のものが、刊行されている。
- The Year of the French （1979年）
- The Tenants of Time （1988年）
- The End of the Hunt （1995年）

フラナガンは、日本では推理小説作家として知られている。それは、日本で独自に編まれ発行されたフラナガンの推理小説短編集、『アデスタを吹く冷たい風』の巻末、解説で、「トマス・フラナガンは、1923年に生れた。彼についてわかっているのは、これだけである」とあることからも分かる。フラナガンは、1949年にデビュー作の「玉を懐いて罪あり」で『エラリー・クイーンズ・ミステリ・マガジン』(EQMM) の第4回年次コンテスト最高処女作特賞（最優秀新人賞）を、1952年に、テナント少佐シリーズの第1作「アデスタを吹く冷たい風」で同じくEQMM の第7回年次コンテスト第一席を得ている。1949年から1958年まで、10年で7編の推理小説の短篇を全てEQMM にて発表した。
テナント少佐は、フラナガンの唯一の連作推理小説の主人公の探偵役で、地中海沿岸の軍事独裁政権下にある「共和国」の、職業軍人の憲兵隊長である。そして、共和国内の様々な事件（殺人事件に限らない）を解決していく。日本では、このテナント少佐の登場する四篇と「玉を懐いて罪あり」（「北イタリア物語」とも）はフラナガンの代表作とみなされている。以下が7編のリストであるが、発表順で、日本語題、原題の順に示す。このうちテナント少佐ものには★を付している。テナント少佐もの以外は、それぞれつながりのない読切である。
- 玉を懐いて罪あり[2] The Fine Italian Hand（1949年）
- アデスタを吹く冷たい風 The Cold Wind of Adesta（1952年）★
- 良心の問題 The Point of Honor（1952年）★
- 獅子のたてがみ The Lion's Mane（1953年）★
- うまくいつたようだわね This Will Do Nicely（1955年）
- 国のしきたり The Customs of The Country（1956年）★
- もし君が陪審員なら Suppose You Were on the Jury（1958年）

以上は、宇野利泰訳『アデスタを吹く冷たい風』〈ハヤカワ・ミステリ〉646、早川書房、1961年 ISBN 4-15-000646-6に全て収録されている。この短編集は、日本語訳で読めるフラナガンの唯一の著作集であり、「ハヤカワ・ミステリ」のキャンペーンでの「復刊希望アンケート」で、1998年、2003年と、連続で一番多く票を集めたことでも知られる。

## 脚註
1. ↑  「(s)」という署名がある。
2. ↑  これは『アデスタを吹く冷たい風』の中での題名であり、別のアンソロジー、H・S・サンテッスン編『密室殺人傑作選』〈ハヤカワ・ミステリ〉1161、早川書房、2000年 ISBN 978-4150011611、〈ハヤカワ・ミステリ文庫〉277-1、早川書房、2003年 ISBN 978-4151740015 では、「北イタリア物語」の日本語題がついている。
3. ↑  この本について推理小説家の有栖川有栖は、「フラナガンのたった一冊の著書（全集と呼んでもいいか）」と説いている。有栖川 (2003)p.122